# RKVV Wilhelmina in het seizoen 1966/67
Het seizoen 1966/1967 was het 12e jaar in het bestaan van de Bossche betaaldvoetbalclub Wilhelmina. De club kwam uit in de Tweede divisie en eindigde daarin op de 17e plaats. Na dit seizoen sloot de betaald voetbal organisatie zich aan bij stadgenoot FC Den Bosch om verder te gaan onder de naam FC Den Bosch '67. De amateurvereniging werd opnieuw ingedeeld in de Vierde klasse van het amateurvoetbal.

## Wedstrijdstatistieken

### Tweede divisie
|       | AGOVV | Baronie | EDO   | Excelsior | Fortuna | Gooiland | Haarlem | Heerenveen | Helmondia '55 | Hermes DVS | Hilversum | HVC   | Limburgia | NOAD  | PEC   | Roda JC | Tubantia | Veendam | FC VVV | Wageningen | ZFC   | Zwolsche Boys |
| ----- | ----- | ------- | ----- | --------- | ------- | -------- | ------- | ---------- | ------------- | ---------- | --------- | ----- | --------- | ----- | ----- | ------- | -------- | ------- | ------ | ---------- | ----- | ------------- |
| Thuis | 1 – 3 | 0 – 5   | 2 – 1 | 0 – 1     | 1 – 1   | 2 – 0    | 0 – 3   | 4 – 0      | 0 – 0         | 3 – 1      | 4 – 1     | 3 – 7 | 2 – 1     | 2 – 2 | 0 – 1 | 1 – 2   | 3 – 1    | 1 – 1   | 1 – 4  | 0 – 2      | 2 – 2 | 8 – 1         |
| Uit   | 1 – 3 | 2 – 0   | 2 – 1 | 1 – 1     | 4 – 2   | 0 – 0    | 5 – 1   | 2 – 2      | 1 – 2         | 2 – 2      | 3 – 1     | 2 – 3 | 6 – 1     | 0 – 2 | 4 – 0 | 1 – 0   | 4 – 1    | 1 – 1   | 1 – 0  | 3 – 3      | 0 – 0 | 1 – 1         |

## Statistieken Wilhelmina 1966/1967

### Eindstand Wilhelmina in de Nederlandse Tweede divisie 1966 / 1967
| Stand | Gespeeld | Gewonnen | Gelijk | Verloren | Punten | Doelpunten voor | Doelpunten tegen |
| ----- | -------- | -------- | ------ | -------- | ------ | --------------- | ---------------- |
| 17e   | 44       | 12       | 13     | 19       | 37     | 67              | 86               |

### Topscorers
| Competitie \| # \| Naam \| \| \| -------------- \| ------------------------ \| -- \| \| 1. \| Bert Harmse \| 33 \| \| 2. \| Frans Burg \| 7 \| \| 3. \| Jan Burg \| 5 \| \| 3. \| Henk van Rooij \| 5 \| \| 5. \| Bert Krete \| 4 \| \| 5. \| Piet Vaes \| 4 \| \| 7. \| Wim van den Heuvel \| 3 \| \| 8. \| Piet Boomkens \| 1 \| \| 8. \| Arnold Cornel \| 1 \| \| 8. \| Pierre van Dalsen \| 1 \| \| 8. \| Gábor Keresztes \| 1 \| \| 8. \| Jo Konings \| 1 \| \| Eigen doelpunt \| \| \| \| – \| Peter Wiskie (Hilversum) \| \| \| Totaal \| Totaal \| 67 \| |                          |      |
| # | Naam                     | Goal |
| 1. | Bert Harmse              | 33   |
| 2. | Frans Burg               | 7    |
| 3. | Jan Burg                 | 5    |
| 3. | Henk van Rooij           | 5    |
| 5. | Bert Krete               | 4    |
| 5. | Piet Vaes                | 4    |
| 7. | Wim van den Heuvel       | 3    |
| 8. | Piet Boomkens            | 1    |
| 8. | Arnold Cornel            | 1    |
| 8. | Pierre van Dalsen        | 1    |
| 8. | Gábor Keresztes          | 1    |
| 8. | Jo Konings               | 1    |
| Eigen doelpunt |                          |      |
| – | Peter Wiskie (Hilversum) |      |
| Totaal | Totaal                   | 67   |

## Voetnoten
AGOVV · Baronie · EDO · Excelsior · Fortuna · Gooiland · Haarlem · Heerenveen · Helmondia '55 · Hermes DVS · Hilversum · HVC · Limburgia · NOAD · PEC · Roda JC · Tubantia · Veendam · FC VVV · Wageningen · Wilhelmina · ZFC · Zwolsche Boys